# Kanton Pont-Hébert
Kanton Pont-Hébert (fr. Canton de Pont-Hébert) je kanton v departementu Manche v regionu Normandie ve Francii. Vznikl v roce 2015 a skládá se z 29 obcí.

## Obce kantonu
- Airel
- Amigny
- Bérigny
- Cavigny
- Cerisy-la-Forêt
- Les Champs-de-Losque
- Couvains
- Le Dézert
- Graignes-Mesnil-Angot
- Le Hommet-d'Arthenay
- La Meauffe
- Le Mesnil-Rouxelin
- Le Mesnil-Véneron
- Montmartin-en-Graignes
- Moon-sur-Elle
- Saint-Jean-d'Elle (část) [p 1]
- Pont-Hébert
- Rampan
- Saint-André-de-l'Épine
- Saint-Clair-sur-l'Elle
- Saint-Fromond
- Saint-Georges-d'Elle
- Saint-Georges-Montcocq
- Saint-Germain-d'Elle
- Saint-Jean-de-Daye
- Saint-Jean-de-Savigny
- Saint-Pierre-de-Semilly
- Tribehou
- Villiers-Fossard